# Kötöny kun fejedelem
Kötöny kun fejedelem (korabeli óorosz forrásokban Kotjan Szutojevics; Котян Сутоевич) a kun törzsek szövetségének vezetője volt az 1220-as-1230-as években. 1241-ben Magyarországra menekült a tatárjárás elől, ahol megölték.

## Élete
1221-ben egy korábban a hvárizmi sahot üldöző mongol sereg Szubotáj és Dzsebe vezetésével a mai Azerbajdzsán és Grúzia területét fosztogatta, majd a derbenti szoroson át a Kaukázus északi előterébe tört be. A területet lakó alánok és cserkeszek szövetségre léptek ellenük a tőlük északra a sztyeppét uraló kunok törzsszövetségével, amelynek élén ekkor Kötöny állt. A mongolok a közös életmódra hivatkozva és a zsákmányból részesedést ígérve leválasztották a kunokat a kaukázusiak szövetségéről, de ígéretüket nem tartották be, az egész zsákmányt elragadták. Kötöny ekkor az orosz fejedelmekkel kötött szövetséget, de az egyesült orosz-kun seregek megsemmisítő vereséget szenvedtek 1223 májusában a Kalka menti csatában. A mongolok azonban nem használták ki teljesen győzelmüket. A Krímben lévő Szudak kereskedőváros raktárait még kifosztották, de utána kelet felé fordultak. Lerohanták a volgai bolgárokat, majd egyesültek a lassan hazafelé tartó Dzsingisz kán csapataival a Szir-darja folyótól északra. Így Kunországnak a Dnyepertől nyugatra eső része egyelőre érintetlen maradt.
Kötöny kun fejedelem az egyesült kun-orosz seregekkel másodszor is csatát vesztve a tatárok ellen, Etelközből 40.000 fegyveresével bebocsátást kért Magyarország területére, és kész volt felvenni a kereszténységet is. A kunok a Radnai-hágónál várták IV. Béla király döntését, ami 1239-ben, húsvét másnapján történt meg. IV. Béla magyar király követeket, dominikánusokat küldött eléje, s a határon ő maga fogadta Kötönyt és kunjait, majd megkereszteltette, megvendégelte őket.
A kun betelepedés azonban sok panaszt okozott az országban, mire IV. Béla király Péterváradnál gyűlést tartott a kői monostorban a magyar és kun főemberekkel és elrendelte a kunok több megyében való szétoszlását. A szegényebb kunok pedig szervienseknek álltak be a magyar urak bandériumaiba. 1239-ben meg is kezdődött a kunok szétosztása az országban.
Miután 1240. december 6-án Kijev is a tatárok kezére került s IV. Béla királyhoz menekült a halics–lodoméri Daniló is, a király 1241 elején elrendelte a hadra készülést a nemeseknek, szervienseknek és várőröknek. A nemesség között közben az a feltételezés terjedt, hogy a kunok orosz kémek, akik az orosz kaput, a Vereckei-szorost az oroszok kezére akarják játszani. Ezután a gyanúsított Kuthent családjával és főembereivel együtt Óbudán őrizet alá vették.
Közben Vereckénél Batu kán 120 ezer harcosával és 40 ezer fejszésével áttörte a kaput. Erre a megvadult tömeg az őrizet alá vett Kötönyt és embereit lemészárolta. Kötöny halála után a kunok dúlva, fosztogatva elhagyták az országot.